# 法兰西的约翰 (1366年)
法兰西的让娜（法語：Jeanne de France，1366年6月7日—1366年12月21日），是法兰西国王查理五世与王后波旁的让娜的第三个女儿，出生不到一年就早夭。

## 生平
法兰西的让娜是查理五世与波旁的让娜的第三个孩子，也是他们在查理五世即位之后的第一个孩子。1366年6月7日，她出生于文森城堡，并在洗礼中命名。六个月后，她突然死亡在文森城堡，被葬在圣但尼圣殿。
有谣言称她的生父是与王后关系密切的普瓦捷吟游诗人希波吕特·德圣阿尔丰，因为查理五世与波旁的让娜数年来关系紧张，查理五世在登基前的几年更多是与情妇比耶特·德卡西内尔一同度过。有说法称，她在出生几个月后便离奇死亡就是因为法国宫廷不愿让王位被疑似私生子的人继承。